# Richard Rigan
Richard Rigan (* 13. April 1945 in München als Richard Winter; † 19. Januar 2023) war ein Rock-’n’-Roll-Musiker und Entertainer, der als Elvis von Schwabing bekannt war.

## Leben
Rigan wuchs in der Barer Straße auf und lernte Kaufmann, arbeitete aber früh an einer Karriere als Musiker. Seine erste Band The Demoniacs gründete er als Schüler, mit seiner zweiten Band Twilight Five spielte er in Hamburg im Star-Club im Vorprogramm der damals noch wenig bekannten Beatles.
Sechs Wochen nach dem Tod von Elvis Presley im Jahr 1977 wurde ein Sänger für eine Show im Löwenbräukeller gesucht. Rigan übernahm diese Aufgabe und überzeugte, was ihm fortab die Bezeichnung Elvis von Schwabing eintrug.
Er gründete die Rock-’n’-Roll-Band Rigan Clan und betrieb von 1978 bis 1986 den Rigan-Club in der Herzogstraße. In diesem Live-Club spielte er regelmäßig solo oder mit seinen Bandkollegen vom Rigan Clan, und es traten dort auch Größen der damaligen Rockszene auf. Aufgrund von Problemen mit der Nachbarschaft musste Rigan den Club 1986 schließen, trat aber gelegentlich weiterhin in München auf. Er schrieb zuletzt an einem umfangreichen Buch namens Virus der Akademiker-Verblödung. Mit 100 Euro an die Börse.
Rigan, der einige Zeit mit der Autorin Lilli Beck liiert war, starb im Alter von 77 Jahren unerwartet auf dem Weg ins Krankenhaus.

## Schriften
- Rock'n'Roll und Sex und keine Lügen. Erzählung (1997, Autobiografie, mit Joachim Lotsch, Lotsch-Verlag, München)

## Filmografie
- 1980: Keiner hat das Pferd geküßt
- 1984: Bei Anruf Liebe
- 1985: Blam!: Viel zu reich
- 1996: Drei in fremden Betten
- 1998: Zombie – The Resurrection
- 1999: Schmetterlinge der Nacht
- 2003: Großglocknerliebe